# Tessedik Sámuel (lelkész, 1710–1749)
Id. Tessedik Sámuel (Puhó, 1710. november – Békéscsaba, 1749. április 9.) evangélikus lelkész.

## Élete
Szülei – Tessedik György és Nedeczky Eszter – szegény sorsú polgárok voltak. Fia, Tessedik Sámuel, szarvasi lelkész. Német anyanyelvű volt, de szlovákul is tudott.
Iskolai tanulmányait Puhón kezdte, ahonnan Trencsénbe, majd a magyar nyelv megtanulása végett Győrbe, innen pedig Körmöcbányára küldték. 1728-ban a pozsonyi főiskola növendéke lett, ahol többek között Bél Mátyás volt a tanítója. Az egyetemet 1732 és 1735 között Jénában végezte.
Hazatérve, 1737-ben szentelték fel Besztercebányán, s még ez évben a tótgyörki egyház választotta lelkészévé. Innen Albertibe került néhány évre, ahonnan 1744. július 21-én búcsúzott, s került Békéscsabára. Mindjárt hivatalba lépésekor összehívta a nép "véneit", s egy általa kidolgozott utasítást olvasott föl, mellyel a léha állapotokon próbált javítani. Az utasítás öt pontban szabályozza a nép egyházi életét: 
- az első a kereszteléssel kapcsolatos,
- a második az úrvacsoráról szól,
- a harmadik a házasságkötésről rendelkezik; a terhes nők, özvegyek, fiatalkorúak kérdésével is foglalkozik; s elrendeli, hogy esketés idején zene, lövöldözés ne legyen a templomnál,
- a negyedik meghatározza a rendet a templomi istentisztelet idején,
- végül az ötödik pont – az "Egyéb dolgok" – a társadalmi állapotokról tájékoztat.

Ez az Egyházi Szabályzat (Intructio Pastoralis, szlovákul: Porádek a ustanowení Cyrkewny) volt az alapja Békéscsabán a szigorú fegyelmezésnek. Kiadott egy röpiratot, melyben sürgette, hogy a pap évente látogassa híveit. Gondja volt az iskolákra is, melyeket szorgalmasan ellenőrzött, figyelemmel kísérte a tanítók munkáját.
1749-ben Csaba elhagyására készült. A Bács megyei Petrovácra hívták lelkésznek, de a feladat teljesítésére halála miatt nem kerülhetett sor. Békéscsabán 1910-től utca őrzi emlékét.

## Művei
- Commentatio historico theologica de seripturae sacrae etque antiquitatis ecclesiasticae in theol. usu et auctoritate. Jena. 1733
- Nábozné kázánj pri poswecenj chramu ev. cabanského r. P. 1745. Pest. 1745
- Via regia ad promovendam veram cognitionem Christi secundum Actor XX. 17-21. Pest. 1746